# Hugh Futcher
Hugh Futcher (nacido el 29 de octubre de 1937) es un actor inglés de teatro, televisión y cine.

## Vida y carrera
Futcher fue miembro de la sociedad anónima de las películas Carry On, con papeles notables en Carry On Spying, Carry On at Your Convenience y Carry On Behind. Otras de sus películas incluyen Repulsión, de Roman Polanski (como Reggie, el compañero de pub de Colin) y el musical de Herman's Hermits, Mrs. Brown, You've Got a Lovely Daughter.
En televisión, Futcher tuvo un papel recurrente en la serie de aventuras Orlando como "Hedgehog". También ha aparecido en El Santo, Z Cars, The Sweeney, Minder y Casualty. En 1972, apareció en la serie de Doctor Who The Sea Devils, y Six Days of Justice, en el episodio "A Private Nuisance", con Earl Cameron y Mollie Sugden.  Quince años después fue considerado para el papel del Séptimo Doctor, pero aceptó otro trabajo que le impidió asumir el papel.
Apareció con Brian Murphy y Maureen Lipman en el drama televisivo de 1985 On Your Way, Riley.
En 2011, apareció en el episodio 5 de la serie 5 de MI High como George.

## Filmografía

### Películas
| Año  | Título                                   | Papel                            | Notas         |
| ---- | ---------------------------------------- | -------------------------------- | ------------- |
| 1963 | Farewell Performance                     | Max                              |               |
| 1964 | Carry On Spying                          | Nativo de Bed-of-Nails           |               |
| 1964 | Rattle of a Simple Man                   | Ozzie                            |               |
| 1964 | Crooks in Cloisters                      | Ladrón                           | Sin acreditar |
| 1965 | Repulsión                                | Reggie                           |               |
| 1965 | The Pleasure Girls                       | Pablo                            |               |
| 1966 | The Sandwich Man                         | Gogi                             |               |
| 1967 | Don't Lose Your Head                     | Guardia                          | Sin acreditar |
| 1967 | The Magnificent Two                      | Soldado                          | Sin acreditar |
| 1967 | A Countess from Hong Kong                | Barker                           | Sin acreditar |
| 1967 | Quatermass and the Pit                   | Sapper West                      |               |
| 1968 | Mrs. Brown, You've Got a Lovely Daughter | Swothard                         |               |
| 1968 | Diamonds for Breakfast                   | Visitante del museo con plátanos | Sin acreditar |
| 1969 | Before Winter Comes                      | Joe                              |               |
| 1969 | La batalla de Inglaterra                 | Miembro de RAF Ground            | Sin acreditar |
| 1969 | Carry On Again Doctor                    | Conductor de taxi                | Sin acreditar |
| 1969 | Ana de los mil días                      | Abucheador                       | Sin acreditar |
| 1971 | Journey to Murder                        | Vestuarista                      |               |
| 1971 | Carry On at Your Convenience             | Ernie                            |               |
| 1972 | Bless This House                         | Dueño del auto                   | Sin acreditar |
| 1972 | Carry On Abroad                          | Jailer                           |               |
| 1973 | Carry On Girls                           | Segundo ciudadano                | Sin acreditar |
| 1975 | Carry On Behind                          | Pintor                           |               |
| 1987 | Johann Strauss: The King Without a Crown | Steidl                           |               |
| 2000 | 102 dálmatas                             | Guardafrenos                     |               |
| 2022 | A Midsummer Night's Dream                | Quince                           |               |
| 2023 | Tuesday                                  | Hans                             |               |

### Televisión
| Año  | Título                | Papel            | Notas                                           |
| ---- | --------------------- | ---------------- | ----------------------------------------------- |
| 1960 | Death of a Ghost      | Sr. Green        | 2 episodios                                     |
| 1960 | Armchair Theatre      | Tony Fury        | Episodio: "The Leather Jungle"                  |
| 1961 | The Arthur Askey Show | Cartero          | 2 episodios                                     |
| 1961 | Tales of Mystery      | Alf              | Episodio: "Accessory Before the Fact"           |
| 1961 | Armchair Theatre      | Duddy Kravitz    | Episodio: "The Apprenticeship of Duddy Kravitz" |
| 1961 | Emergency Ward 10     | Ron Clark        | Episodio: "482"                                 |
| 1961 | Probation Officer     | Sr. Plummer      | Episodio: #3.3                                  |
| 1963 | The Plane Makers      | Brian Tickle     | Episodio: "The Short Run"                       |
| 1963 | Moonstrike            | Jean             | Episodio: "The Factory"                         |
| 1965 | Dixon of Dock Green   | Charlie Bell     | Episodio: "The Intruders"                       |
| 1967 | Z Cars                | Jimmy            | 2 episodios                                     |
| 1970 | Special Branch        | Cotterill        | Episodio: "Love from Doris"                     |
| 1970 | The Doctors           | Dr. Taylor       | 2 episodios                                     |
| 1972 | Doctor Who            | Hickman          | Episodio: "The Sea Devils"                      |
| 1972 | Six Days of Justice   | Leonard Witcher  | Episodio: "A Private Nuisance"                  |
| 1972 | Jason King            | Jean             | Episodio: "That Isn't Me, It's Somebody Else"   |
| 1972 | Queenie's Castle      | Lechero          | Episodio: "The One That Got Away"               |
| 1975 | The Sweeney           | El Portero       | Episodio: "Stoppo Driver"                       |
| 1984 | Minder                | Mo               | Episodio: "Sorry Pal, Wrong Number"             |
| 1993 | The Bill              | Sr. Steiner      | Episodio: "Credible Witness"                    |
| 2011 | M.I.High              | George           | Episodio: "The Gran Master"                     |
| 2017 | The Crown             | David Ben-Gurión | Episodio: "Misadventure"                        |
| 2021 | Ted Lasso             | Nigel            | 2 episodios                                     |